# Computer Bild
Computer Bild è una rivista di informatica tedesca pubblicata da Axel Springer SE. È pubblicata in nove paesi ed è una delle riviste di computer più vendute in Europa.